# 142 Polana
142 Polana je vrlo taman asteroid glavnog pojasa, glavni član asteroidne obitelji Polana, koja je vezana uz obitelj Nyssa.
Polana je primitivni karbonatni asteroid F-tipa (podvrsta asteroida C-tipa).
Asteroid je 28. siječnja 1875. iz Pule (tada Pola) otkrio Johann Palisa.
… | 141 Lumen | 142 Polana | 143 Adria | …